# Special Herbs, Vol. 3
Special Herbs, Vol. 3 è un album della serie strumentale Special Herbs, prodotta da Daniel Dumile, con lo pseudonimo Metal Fingers.
Quest'album costituisce anche la prima parte di Special Herbs, Vol. 4: come nei casi precedenti, la sovrapposizione delle tracce è dovuta alla pubblicazione degli album per differenti case discografiche.

## Tracce
1. Agrimony - 2:06
2. Arabic Gum - 2:50
  - Contiene un campione da What a Fool Believes dei Doobie Brothers.
3. Benzoin Gum - 2:47
4. Bergamot Wild - 3:25
  - Contiene un campione da Vibrations di Roy Ayers.
5. Calamus Root - 3:49
  - Contiene un campione da Black Cow degli Steely Dan, dall'album Aja.
6. Dragon's Blood Resin - 3:38
7. Elder Blossoms - 2:46
  - Contiene effetti sonori dal videogioco Doom.
8. Styrax Gum - 2:32

## Altre versioni
- Agrimony è la versione strumentale di I Hear Voices di MF DOOM featuring MF Grimm, bonus track dell'album Operation: Doomsday.
- Arabic Gum è la versione strumentale di No Snakes Alive Pt. 3 di MF Grimm, dall'EP MF EP. È stata utilizzata anche per una seconda versione del pezzo, realizzata da King Geedorah featuring MF Grimm e Rodan, dall'album Take Me to Your Leader.
- Benzoin Gum è la versione strumentale di Krazy World di King Geedorah featuring Gigan, dal medesimo album.
- Bergamot Wild è la versione strumentale di Rain Blood di MF Grimm featuring Megalon, dalla'album The Downfall of Ibliys: A Ghetto Opera. È anche utilizzata per  Rain Blood Pt. 2 di MF Grimm, dall'album Special Herbs and Spices Volume 1 e per Clipse of Doom di Ghostface Killah featuring Trife Da God, dall'album  Fishscale.
- Calamus Root è la versione strumentale di  Dead Bent di MF DOOM, da Operation: Doomsday. È anche utilizzata per Superhero di MF Grimm, da Special Herbs and Spices Volume 1.
- Dragon's Blood Resin è la versione strumentale di Popcorn dei KMD, da Black Bastards Ruffs & Rares EP.
- Elder Blossoms è la versione strumentale di Sumpthin's Gotta Give di Prophetix, dall'album High Risk.
- Styrax Gum è la versione strumentale di The Final Hour di King Geedorah featuring MF DOOM, da Take Me to Your Leader. È stata utilizzata anche per Tick Tick Pt. 2 di MF Grimm, da Special Herbs and Spices Volume 1.